# Aranytartalék (film)
Az Aranytartalék (eredeti címe: Hardball) egy 2001-es amerikai sportvígjátékdráma, amelyet Brian Robbins rendezett. A forgatókönyvet John Gatins készítette Daniel Coyle Hardball: A Season in the Projects című regénye alapján. A produkció főszerepében Keanu Reeves, Diane Lane és John Hawkes. 2001. szeptember 10-én mutatták be az Egyesült Államokban. Magyarországon videokazettán jelent meg 2002. június 13-án.

## Cselekmény
A szerencsejátékos Conor O'Neill titokban 6000 dollárt tesz fel halott apja nevében, és két bukmékernél is adós marad. Hogy visszafizesse nekik, úgy dönt, hogy tíz héten át heti 500 dollárért cserébe egy baseballcsapatot edz, amely a chicagói lakótelepeken élő, bajba jutott ötödikes gyerekekből áll. Conor helyzetét nehezíti, hogy az elején nincsen kilenc embere. A férfi azon dolgozik, hogy egy támogató közösséget építsen ahelyett, hogy a csapattagok egymást szidják. Conor csapata azonban elveszíti az első meccsét, és a férfi újabb módszerekkel kísérletezget. Eközben a fiúk tanárnőjének, Elizabeth Wilkes-nek próbál udvarolni.
Conor mindent kockára tesz, és 12 000 dolláros fogadást köt egy új bukmékernél, hogy fedezze a többi bukméker felé fennálló tartozását. A stressz a tetőfokára hág, mikor az egyik játékost, Jamalt, kiállítják, mert nem tartják elég idősnek, a másiknak pedig megtiltják a fejhallgató használatát. Conor nagyon mellre szívja, hogy a játékosainak rongyokban kell játszania, és kijelenti, hogy ez volt az utolsó játéka. Amikor a férfinak sikerül megnyernie a fogadást, és kifizetnie az adósságait, távozni akar. A férfi azonban mégis visszatér, és megjutalmazza a fiúkat egy-egy jeggyel a liga egy meccsére. Conor abbahagyja a szerencsejátékot, új mezt vesz a fiúknak, és Wilkes-szel való kapcsolata is jobbra fordul. 
Conornak és csapatának sikerül megnyernie az elődöntőt, de a nap tragédiába fordul. Két játékosuk, Kofi és G-Baby, egy lövöldözés kereszttüzébe kerülnek, és G-Baby életét veszti. A fiú temetésén Conor mond beszédet, és hálát ad, amiért a csapat tagja lehet, mert jobb ember lett belőle. A temetés után a baseball liga felajánla, hogy lemondják a bajnoki mérkőzést, de a csapat nem fogadja el az ajánlatot. A bajnoki mérkőzésen azonban az utolsó pillanatban nincs meg a játékoskeret, amit végül Kofi ment meg. A játékot G-Baby emlékezetére fekete karszalaggal játsszák, és megnyerik a bajnoki trófeát.

## Szereplők
| Szerep                 | Színész           | Magyar hangja |
| ---------------------- | ----------------- | ------------- |
| Conor O'Neill          | Keanu Reeves      | Dózsa Zoltán  |
| Elizabeth Wilkes       | Diane Lane        | Balázs Ágnes  |
| Ketyegő Tobin          | John Hawkes       | Szokol Péter  |
| Matt Hyland            | D. B. Sweeney     | n.a           |
| Jimmy Fleming          | Mike McGlone      | n.a           |
| Duffy                  | Graham Beckel     | n.a           |
| Fink                   | Mark Margolis     | n.a           |
| Andre Ray Peetes       | Bryan C. Hearne   | n.a           |
| Kofi Evans             | Michael Perkins   | n.a           |
| Jarius "G-Baby" Evans  | DeWayne Warren    | n.a           |
| Jefferson Albert Tibbs | Julian Griffith   | n.a           |
| Jamal                  | Michael B. Jordan | n.a           |

## Fogadtatás

### Kritikai visszhang
A filmet vegyesen fogadta a filmkritika. A Rotten Tomatoeson 41%-os minősítést ért el 115 értékelés alapján, az összefoglaló szerint: „Bár az Aranytartalék tartalmaz néhány megható pillanatot, ezek nem elégségesek ahhoz, hogy túllépjen a sportformulán.” Lisa Alspector a Chicago Readertől azt írta: „A filmkészítők rájönnek, hogy a baseball közel sem elég ahhoz, hogy helyrehozzák, ami ezeknek a gyerekeknek az életében elromlott, ami talán provokatívabb befejezést eredményezett volna, mint ami ezután következik.” Peter Travers a Rolling Stone-tól azt írta: „A Gáz van, jövünk! stílusában családi szórakozásnak álcázott, nyálas ajánlat.” Stephen Holden a New York Timestól azt írta: „Meglepően keveset bukdácsol, miközben a városi realizmus [...] és a családi szórakozás közötti kötéltáncot járja.”
A Metacritic 48 pontot adott a 100-ból 25 vélemény alapján. Kevin Thomas a Los Angeles Timestól azt írta: „A biztos szívbemarkoló, ügyesen és megfontoltan elkészített film Keanu Reeves karrierjének csúcspontját nyújtja.” Megan Rosenfeld a Washington Posttól azt írta: „A film csak akkor kel életre, amikor Reeves találkozik a hihetetlenül aranyos baseballcsapatával.” Chris Kaltenbach a Baltimore Suntól azt írta: „Ugyanolyan sekélyes és manipulatív film, mint bármi, ami eszembe jut.”

### Bevétel adatai
A Box Office Mojo szerint a film nyereséges volt. A 32 milliós költségvetésre 44 millió dolláros bevételt szerzett.